# WWT London Wetland Centre
A WWT London Wetland Centre a Richmond upon Thames kerület egyik nedves területe, amely otthont ad Anglia ritkább vízimadarainak.
2002-ben ezt a helyet, a Site of Special Scientific Interest egyesület elismerte a pozitív hatását a helybéli környezetre nézve. Itt olyan madarak élnek, amelyek sehol máshol nem találhatók meg London egyéb környékein. Ezt a mocsaras vidéket 2000 májusában nyitották meg, és azóta számos előadást és gyűlést tartottak benne, amelynek fő témája az angliai mocsárlakó állatok védelméről szólt.
A WWT London Wetland Centre több, mint 40 hektárt foglal el. Korábban itt, több kis vízgyűjtő volt. Ezeket a vízgyűjtőket mocsarakká és egyéb nedves élőhelyekké alakították át. Ez az Egyesült Királyság első ilyen városi kezdeményezése volt. A kendermagos récék (Anas strepera) és kanalas récék (Anas clypeata) egyik legfőbb pihenőhelyévé vált a WWT London Wetland Centre.
A két fenti récén kívül más madarak is jól érzik itt magukat; íme néhány belőlük: bölömbika (Botaurus stellaris), nyílfarkú réce (Anas acuta), bíbic (Vanellus vanellus), guvat (Rallus aquaticus), örvös sándorpapagáj (Psittacula krameri), karvaly (Accipiter nisus), partifecske (Riparia riparia), jégmadár (Alcedo atthis), kis vöcsök (Tachybaptus ruficollis) és búbos vöcsök (Podiceps cristatus).
A WWT London Wetland Centre a „Seven Natural Wonders” (A természet hét csodája) című televíziós műsorban is szerepelt, ahol London egyik csodájaként mutatták be és szó volt benne az elvadult papagájokról is. A műsornak ezt a részét Bill Oddie mutatta be.

## Képek a WWT London Wetland Centre-ből

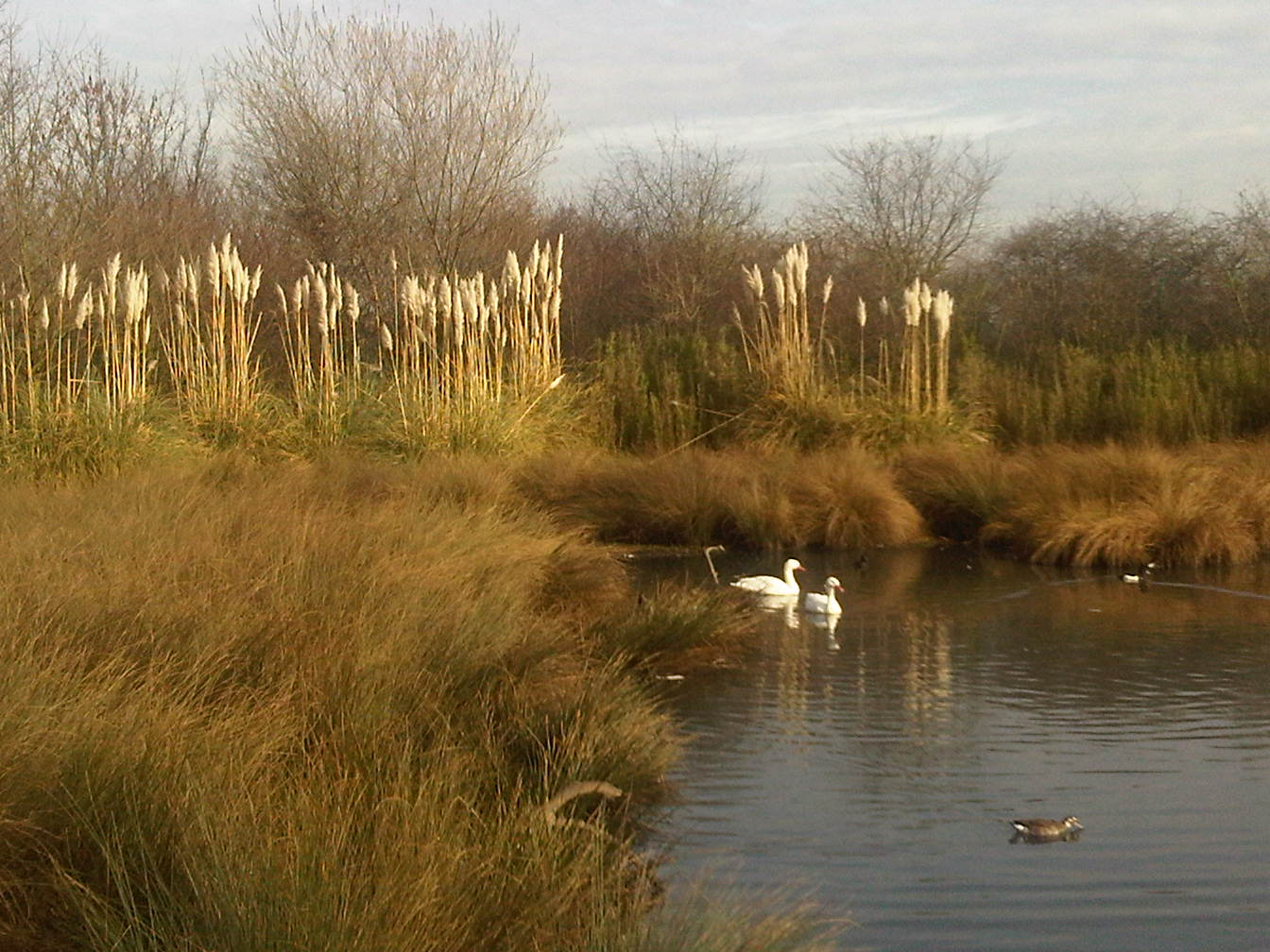
Nádas vízimadarakkal, a londoni WWT London Wetland Centre-ben
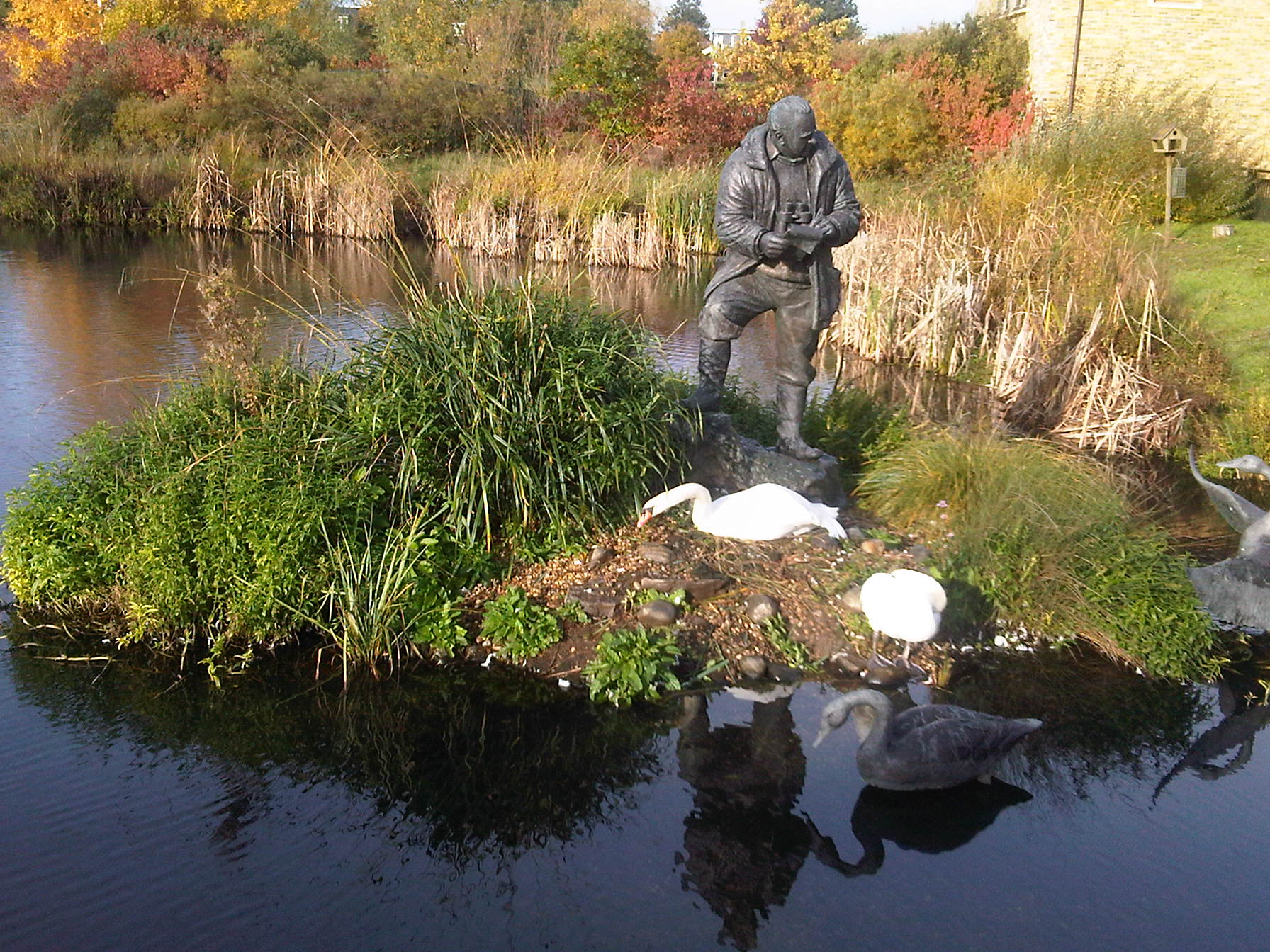
Peter Scott szobra
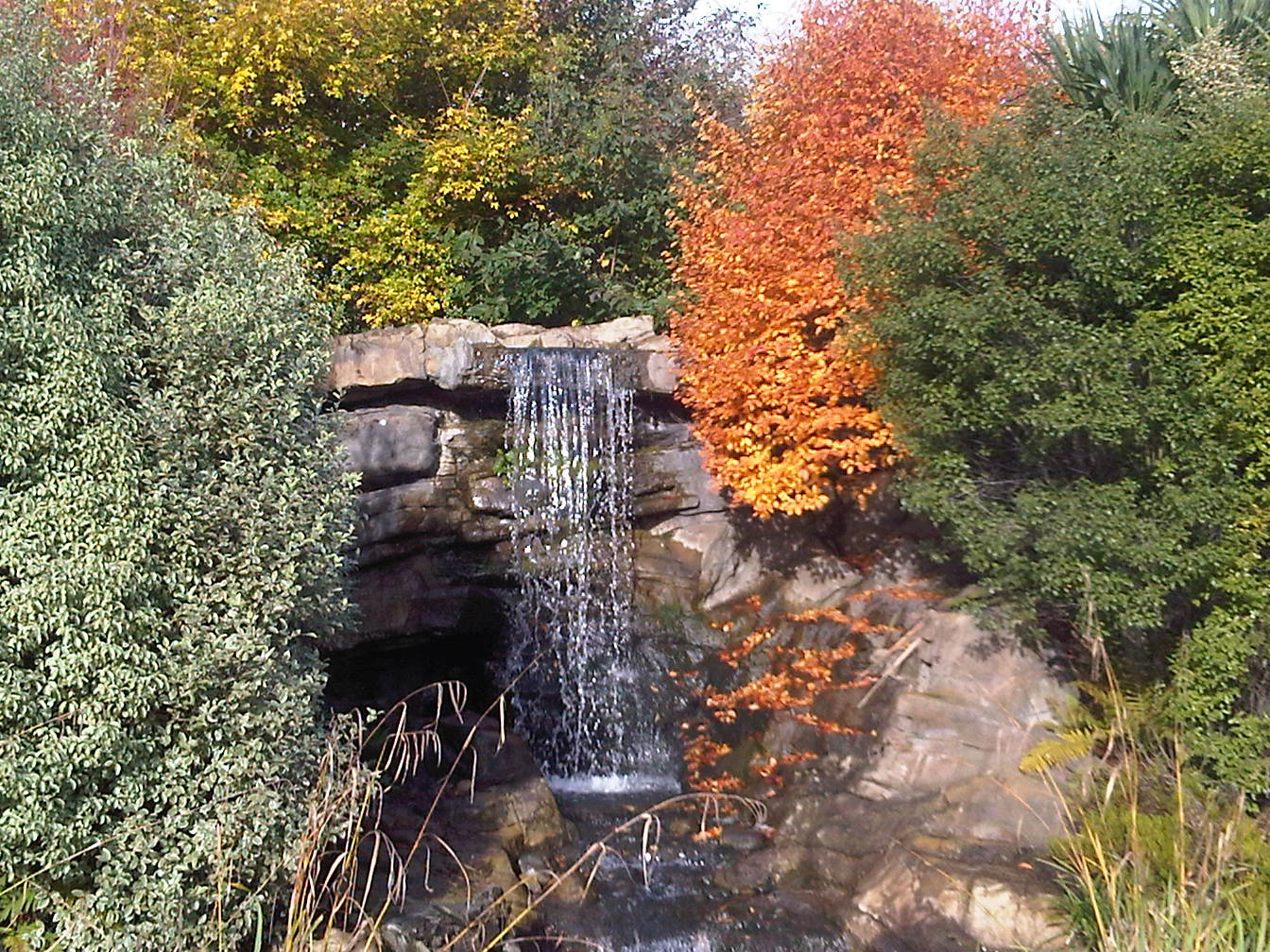
Vízesés őszi színekben öltözött fákkal
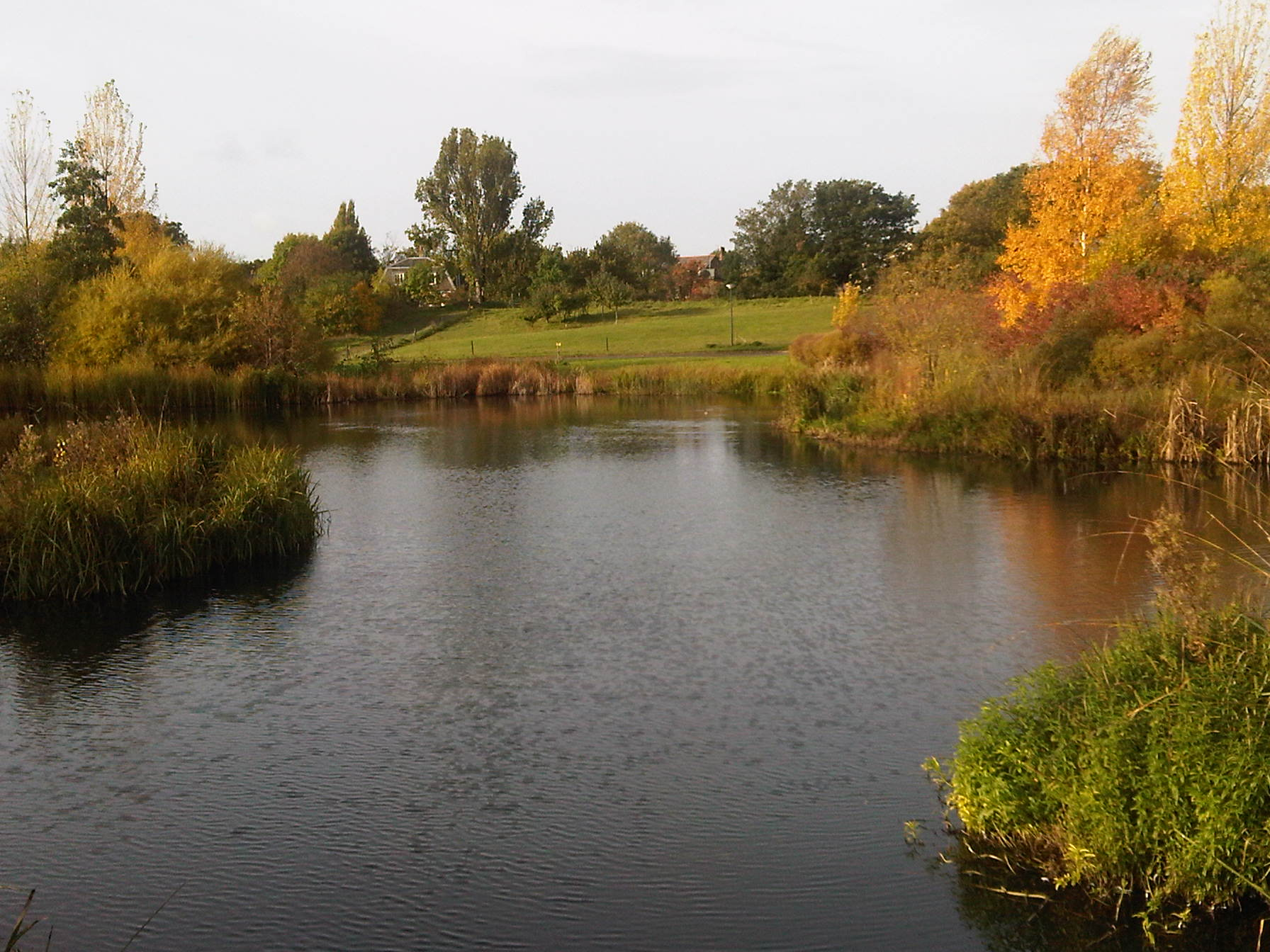
wetlandi táj
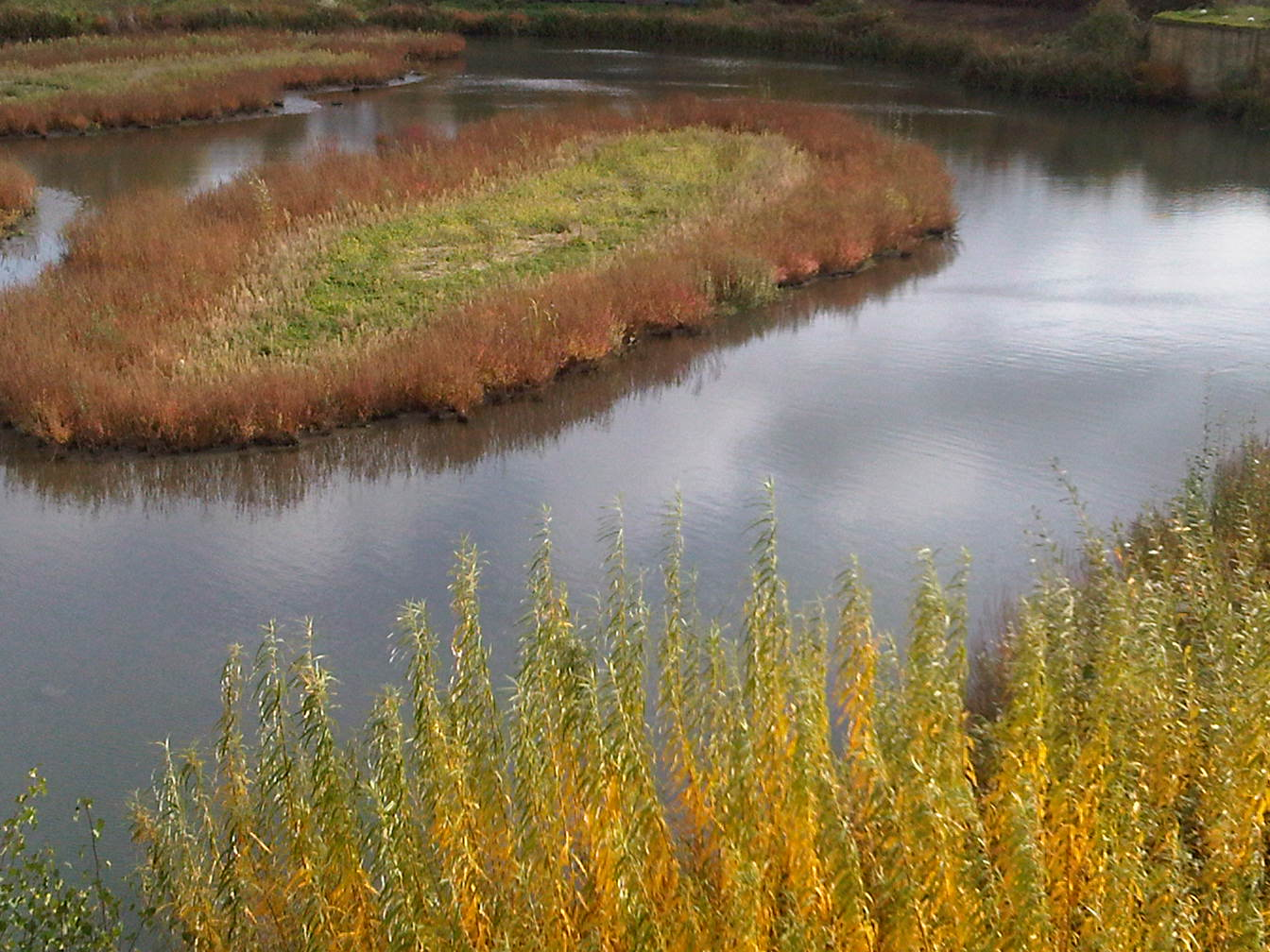
wetlandi táj
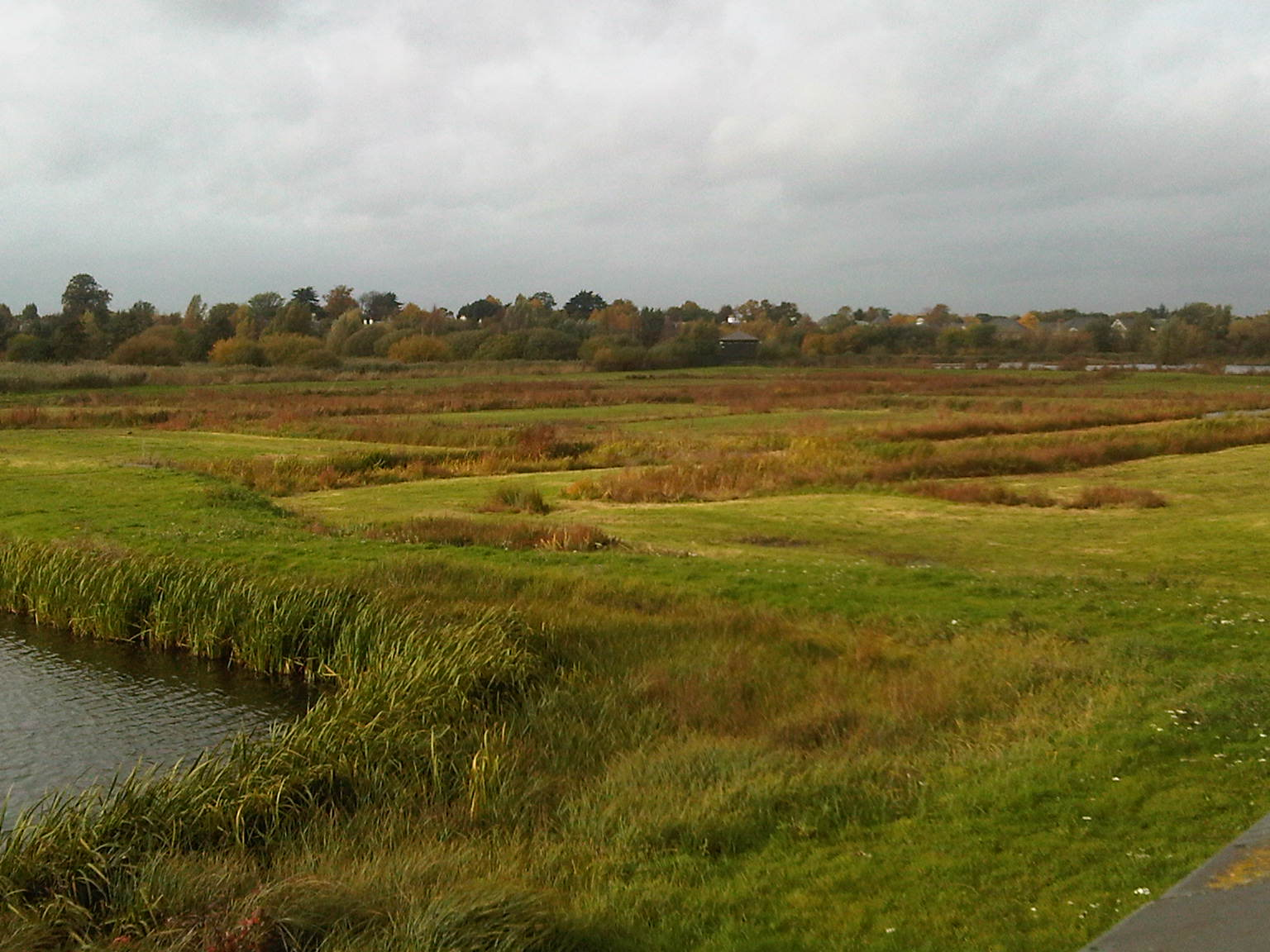
wetlandi táj
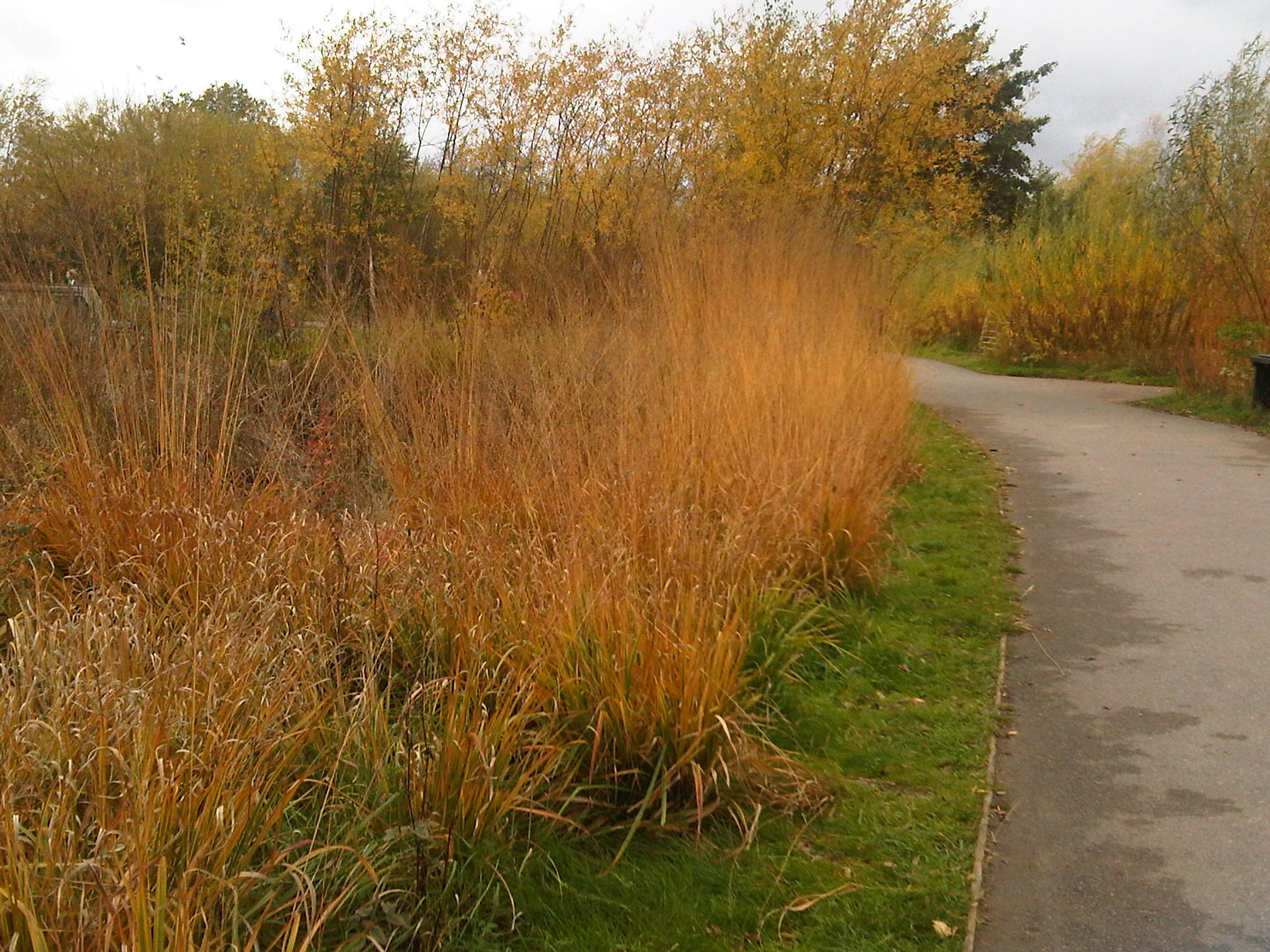
wetlandi táj
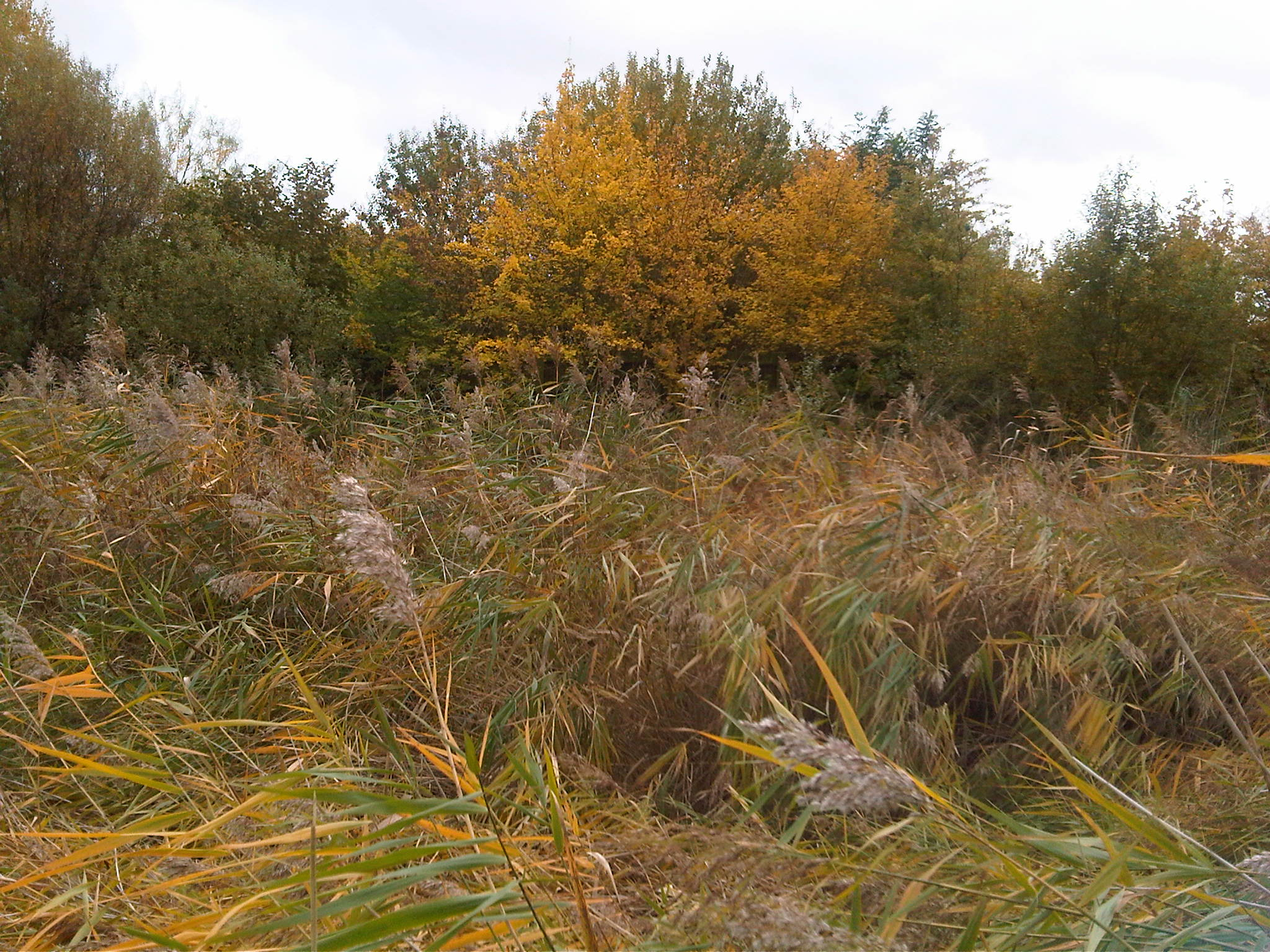
Nádas a londoni WWT London Wetland Centre-ben.
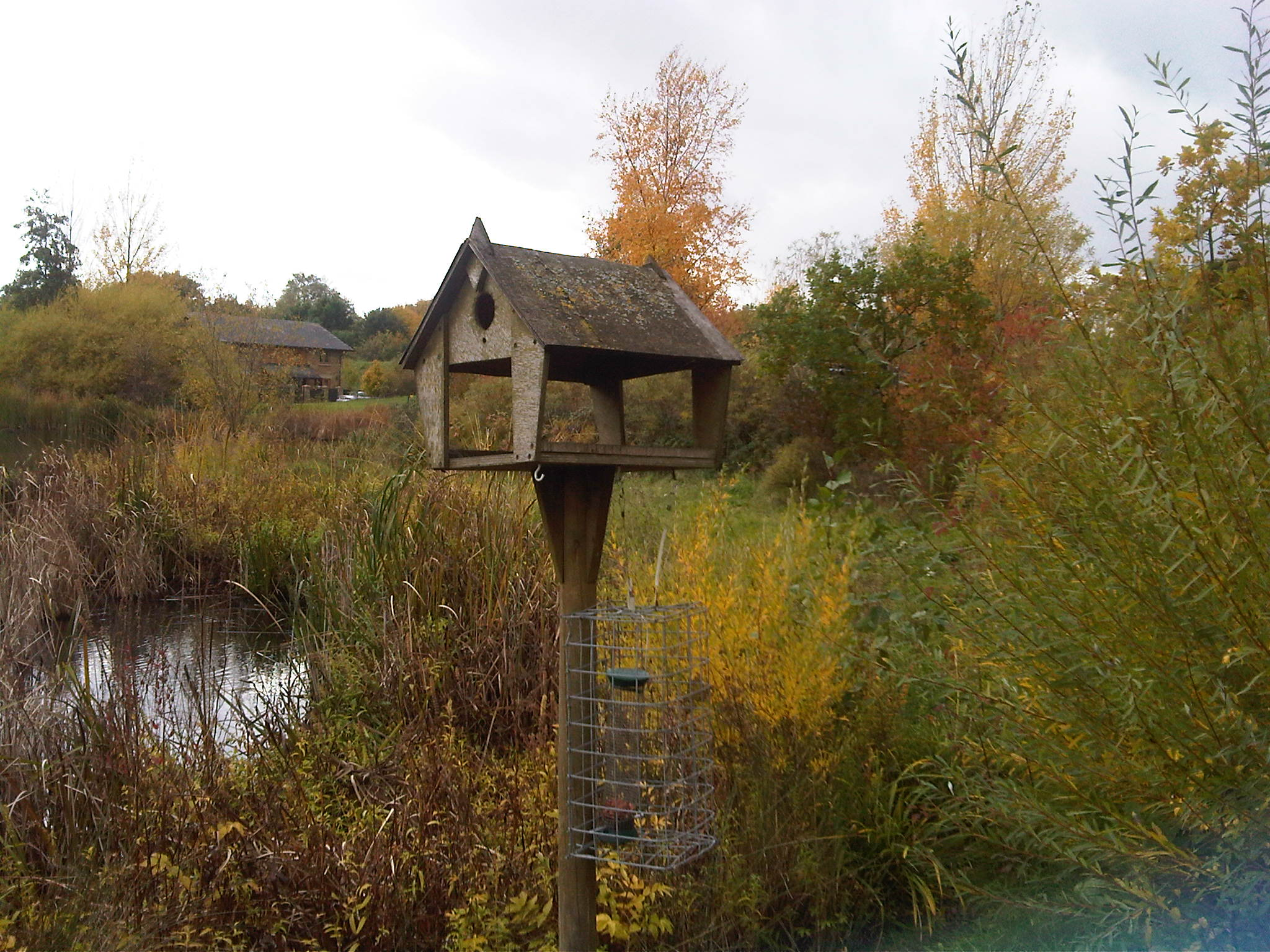
Madáretető a londoni WWT London Wetland Centre-ben
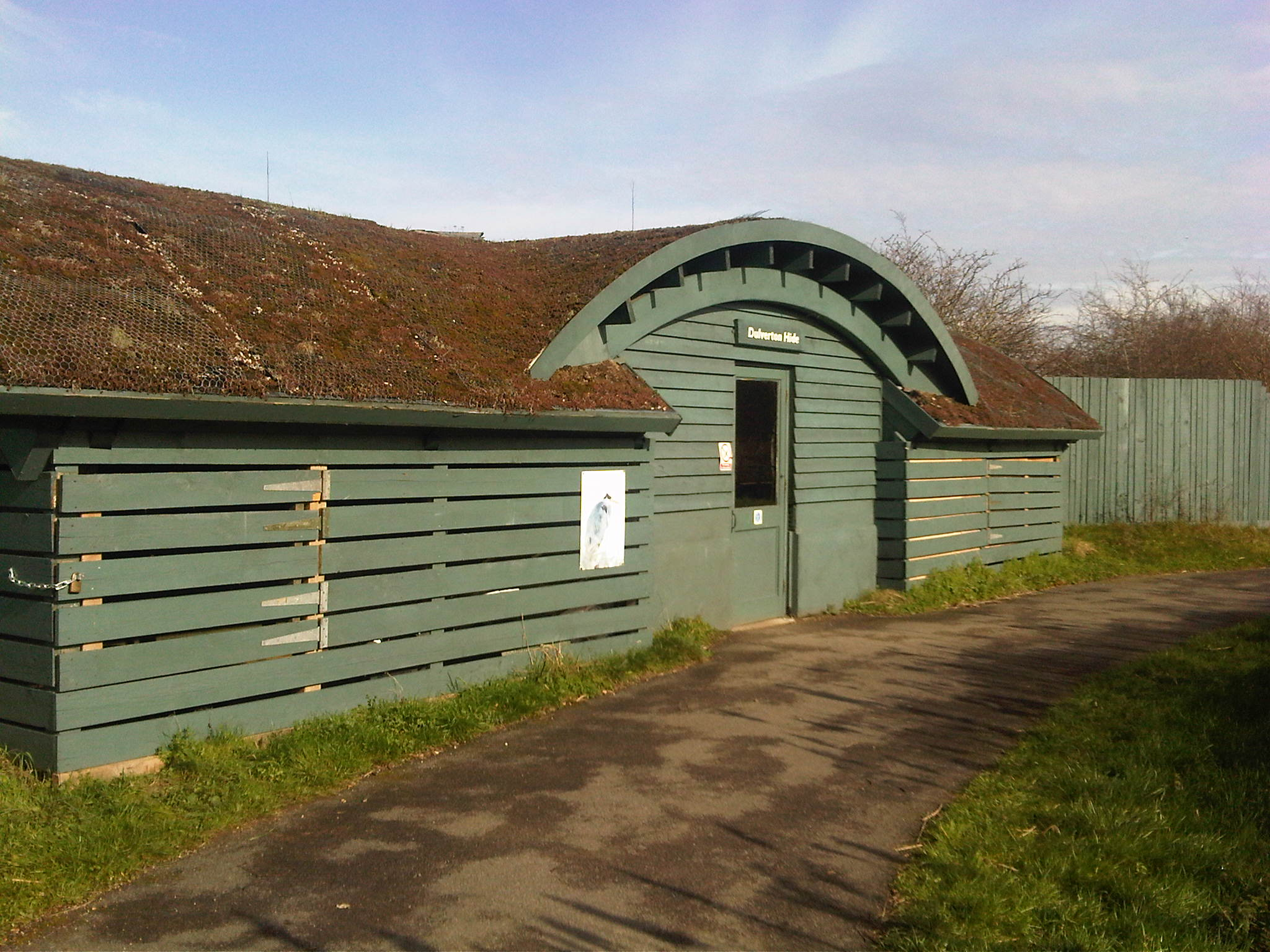
A Dulverton Hide megfigyelőhely
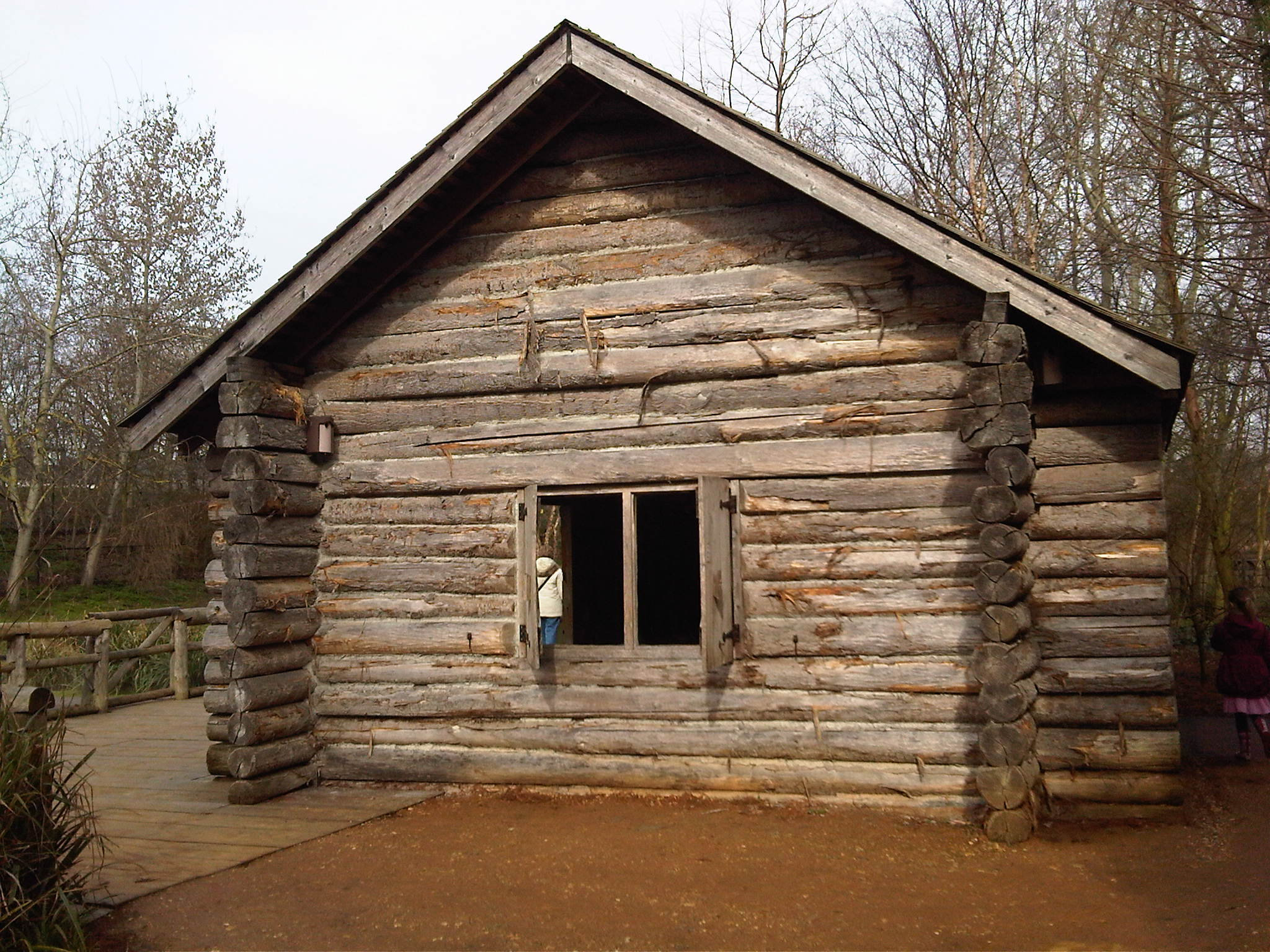
Egy ázsiai típusú faház kívülről

## Fordítás
- Ez a szócikk részben vagy egészben  a   WWT London Wetland Centre című angol Wikipédia-szócikk fordításán alapul.  Az eredeti cikk szerkesztőit annak laptörténete sorolja fel. Ez a jelzés csupán a megfogalmazás eredetét és a szerzői jogokat jelzi, nem szolgál a cikkben szereplő információk forrásmegjelöléseként.